# هان هیون مین
هان هیون مین (کره‌ای: 한현민؛ زادهٔ ۱۹ مه ۲۰۰۱) مدل و بازیگر نیجریه‌ای-کره‌ای است که به اولین مدل کره‌ای آفریقایی‌تبار تبدیل شده که در فشن شوهای کره جنوبی و بین‌المللی حضور پیدا کرده‌است.

## اوایل زندگی
هان هیون مین زادهٔ سال ۲۰۰۱ از پدر نیجریه‌ای و مادر کره‌ای است. او در سئول بزرگ شده‌است. هان که در سئول بزرگ شده‌است، به عنوان یک کودک دو رگه مورد تبعیض نژادی قرار گرفته و به صورت علنی در مورد تجربیاتش سخن گفته‌است.